# 대한수의학회
대한수의학회는 사회일반의 이익에 공여하기 위하여 공익법인의 설립 운영에 관한 법률의 규정에 따라 수의학에 관한 학술연구와 지식교류를 통하여 한국 수의학의 발전을 도모하고 나아가 관련 산업의 진흥 발전에 기여함을 목적으로 설립된 사단법인으로, 대한민국의 학술단체이다. 사무실은 서울특별시 관악구 관악로 1, 서울대학교 수의과대학 내에 있다.

## 주요 사업
- 수의과학 분야의 교육 및 연구와 관련된 각종 학술발표회와 학술강연회 개최
- 학술지 및 학술도서 발간
- 국내외 학술교류 및 기술 협력
- 수의과학 연구의 평가와 학술상 시상
- 학술 용역 연구 사업
- 수의학 관련 교육 및 훈련
- 기타 본 회의 목적 달성을 위하여 필요한 사업